# Pontodrilus ephippiger
Pontodrilus ephippiger is een ringworm uit de familie van de Megascolecidae. De wetenschappelijke naam van de soort is voor het eerst geldig gepubliceerd in 1898 door Rosa.